# 伊藤恭一
伊藤 恭一（いとう きょういち、大正3年（1914年）5月27日 - 平成6年（1994年）8月9日）は、日本の実業家。二代目伊藤忠兵衛の長男。エルサルバドル共和国の繊維事業発展に貢献した。

## 経歴
昭和22年（1947年）に旧制神戸商業大学（現・神戸大学）を卒業し、大建産業に入社する。昭和25年（1950年）に呉羽紡績へ転じる。財務・管理部門を担当し、取締役、常務取締役、専務取締役を経て、昭和38年（1963年）に社長に就任した。その後、昭和41年（1966年）に呉羽紡績が東洋紡績に吸収合併されると、同社副社長となった。後に同社会長・相談役を歴任した。昭和58年（1983年）から伊藤忠兵衛基金理事長。
この間、呉羽紡績は昭和30年（1955年）、エルサルバドルに地元実業家と共に綿紡績工場を建設、呉羽紡績が東洋紡績に吸収後の昭和41年（1966年）、この工場を基にユサ社（Industrial Unidas）を設立した。東洋紡績会長となった恭一は、エルサルバドル進出に際し貢献した平生三郎の死去に伴い、昭和48年（1973年）にエルサルバドルに50万ドルの寄付を行った。また、エルサルバドルは平生の死を悼み、日本大使館がなかった時から同国への進出を推進し、エルサルバドル経済の発展に尽力した功績を称え、首都サンサルバドル市内に日本庭園や植物園を持つ約5万m²の『サブロー・ヒラオ公園』を建設した。また、これらエルサルバドルと日本・呉羽化学（東洋紡績）との関係強化に最高経営責任者として尽力し、エルサルバドル自体の繊維事業の発展と青少年の育成に協力した恭一を大阪駐在名誉領事とした。

## 受章
- エルサルバドル共和国ホセマティアスデルガード勲章グランオフィシャル章（昭和58年（1983年））
- エルサルバドル共和国第十字銀章（平成元年（1989年））

## 家族・親族

### 伊藤家
（滋賀県犬上郡豊郷町）
- 祖父・忠兵衛 (初代)[4]（実業家）

天保13年7月（1842年8月）生 - 1903年（明治36年）7月没
- 祖母・やゑ（滋賀、藤野惣右衛門の長女）[4]
- 父・忠兵衛 (2代)[4]（実業家）

1886年（明治19年）6月生 - 1973年（昭和48年）5月没
- 母・千代（奈良、永田藤兵衛の長女）[4]
- 妻・周子（陸軍大将・本郷房太郎の三女）[4]
- 長男・勲（経営者）[4]

1944年（昭和19年）生 -
同妻・啓子（足立龍雄の二女、元日本商工会議所会頭、王子製紙社長・足立正の孫）
- 長女・武子（政治家・河野洋平の妻）[4]
- 次女・百子（田村豊一郎の妻）[4]